# ハチとパルマの物語
『ハチとパルマの物語』（はちとぱるまのものがたり、原題：Пальма、英語題：A Dog Named Palma）は、2021年のロシア・日本のドラマ映画。
実際に空港で飼い主を2年もの間、待ち続けた忠犬パルマを映画化した作品。監督は俳優としても活躍し、アレクサンドル・ドモガロフを父に持つアレクサンドル・ドモガロフ・ジュニア。映画初主演となるレオニド・バーソフが主役の少年コーリャを演じた。日本でも公開された映画『T-34 レジェンド・オブ・ウォー』のヴィクトル・ドブロヌラヴォフがコーリャの父親役を演じている。
日本からは渡辺裕之、藤田朋子、壇蜜、阿部純子のほか、キーパーソン役として映画初出演となるアナスタシア・シガが出演。フィギュアスケーターのアリーナ・ザギトワも本人役で登場している。主題歌は堂珍嘉邦（CHEMISTRY）が手掛け、本作にも出演。
撮影は2019年からロシア・モスクワと秋田県大館市で行われた。第43回モスクワ国際映画祭正式出品作品。2021年3月にロシアで公開され、週間の興行成績は1位を獲得。日本では2021年5月28日に公開。

## キャスト

### ロシア側キャスト
- コーリャ - レオニド・バーソフ[3]
- コーリャの父ラザレフ - ヴィクトル・ドブロヌラヴォフ（英語版）
- パルマを匿うCAニーナ - ヴァレリア・フョドロビチ[4]
- ニーナの父チホノフ - ウラジミール・イリン（英語版）
- ニコライ・ラザレフ - アレクサンドル・ドモガロフ（英語版）
- パルマ - リリヤ（ジャーマン・シェパード・ドッグ）

### 日本側キャスト
- 豊田武 - 渡辺裕之
- 豊田ゆめ - 藤田朋子
- ラザレフ・アナスタシア - アナスタシア・シガ
- 秋田犬の里館長 - 壇蜜
- ジャーナリスト - 山本修夢
- 秋田犬会館館長 - 高松潤
- 秋田犬会館スタッフ - 阿部純子（友情出演）
- 秋田犬会館事務局長 - 堂珍嘉邦（友情出演）
- アリーナ・ザギトワ - 本人役（友情出演）

## スタッフ
- 監督 - アレクサンドル・ドモガロフJr.
- 脚本 - アレクソンドル・ドモガロフJr.／村上かのん
- エグゼクティブプロデューサー - 志賀司、高松和夫、レナード・ブラヴァトニック
- プロデューサー - 益田祐美子、ルーベン・ディシディシアン
- 音楽 - セルゲイ・ソロヴィエフ・イワン・バーリャエル
- 撮影監督 - セルゲイ・テュシック
- 照明 - フセボォロド・ヴォルク、モリタケンジ
- 録音 - 山本タカアキ
- 制作担当 - 高田良佑
- 衣装 - 中泉貴子
- ヘアメイク - 榊原美聖
- 配給 - 東京テアトル／平成プロジェクト
- 宣伝 - P2/エクラン
- 制作 - 平成プロジェクト